# Centrosema
Centrosema es un género de plantas con flores con 88 especies descritas y de estas solo 45 aceptadas, perteneciente a la familia Fabaceae. Es originario de América y África tropical. 

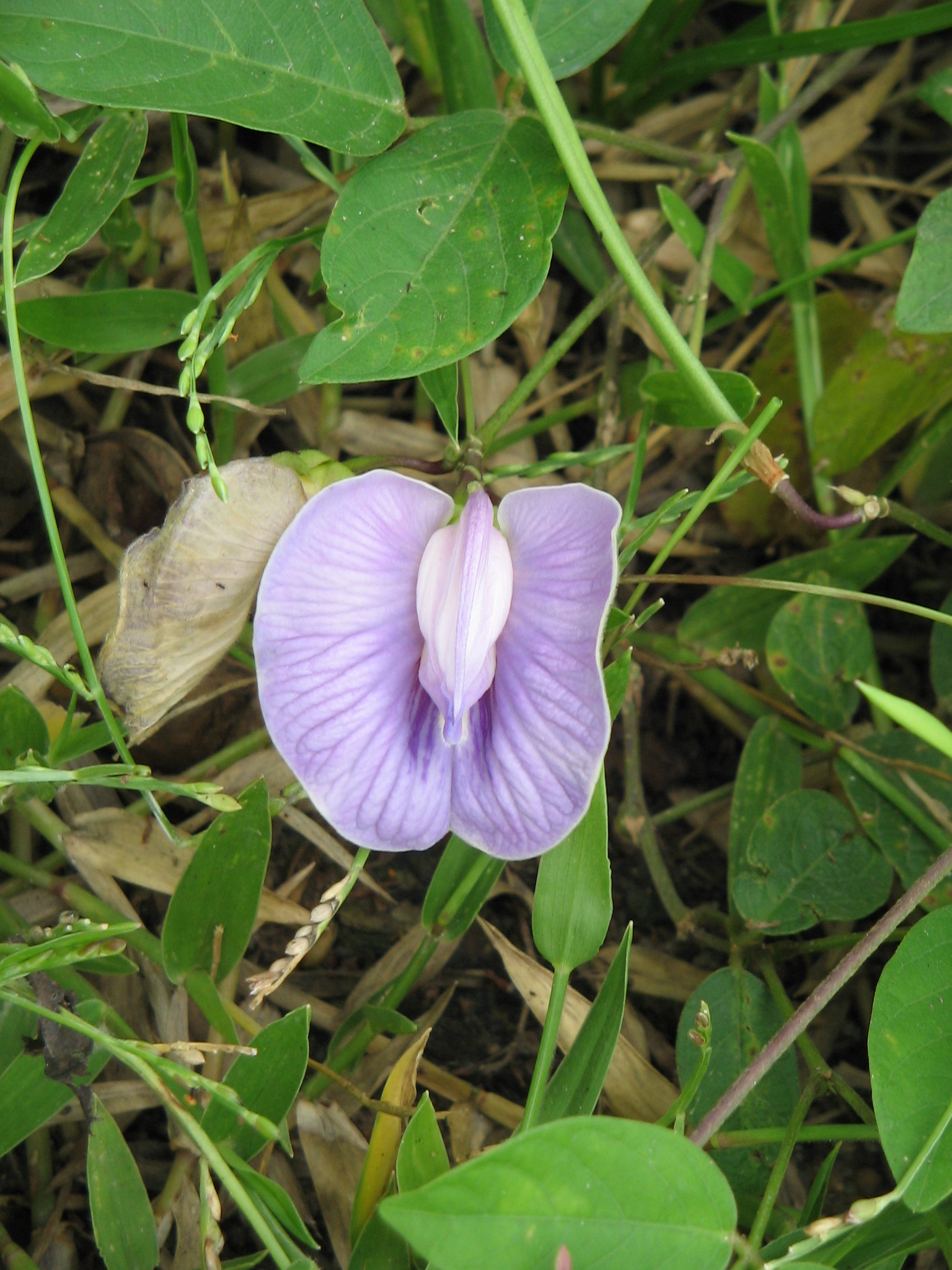
File:Centrosema pubescens

## Descripción
Son hierbas escandentes, rastreras a trepadoras altas, sufruticosas desde un xilopodio perenne; tallos aéreos, filiformes a lianescentes, volubles, angular-teretes, estriados, pubescentes, glabrescentes. Hojas imparipinnadas; folíolos 1–3, peciólulos subcuadrangulares, estipelas lineares, subiguales a más largas que los peciólulos, persistentes; pecioladas, estípulas ovadas, estriadas, persistentes. Inflorescencias pseudoracimos axilares, a veces caulifloras, comúnmente solitarias, frecuentemente con varias flores agrupadas apicalmente, con 1 sola flor abierta a la vez, raquis recto a débilmente flexuoso, nudoso, con 1 o 2 flores vistosas y resupinadas por nudo, pedúnculos alargados, bractéolas aplicadas al cáliz, estriadas, más grandes que las brácteas, envolviendo a las yemas; cáliz cortamente campanulado, 5-partido con los 2 lobos superiores connados, el lobo ventral inferior frecuentemente alargado, comúnmente persistente en los estadios tempranos del fruto; pétalos purpúreos, violáceos, azulados, rosados o blancos, estandarte orbicular, emarginado, pubescente por fuera, espolonado por encima de la uña, alas falcado-obovadas, auriculadas por encima de la uña, quilla incurvada, unguiculada, subigual a escasamente más corta que las alas, margen ventral ancho, en forma de U; estambres pseudodiadelfos, el vexilar fusionado basalmente, filamentos libres y dilatados apicalmente, anteras uniformes; ovario linear, aplicado-pubescente, sésil, estilo marcadamente incurvado, en forma de U ancha, más o menos dilatado en el ápice, persistente en el fruto formando el rostro, estigma marginal en el ápice del estilo, uncinado basalmente. Legumbres lineares, comprimidas y planas, alargadas, envueltas basalmente por el cáliz, subseptadas entre las semillas, con ambas suturas ligeramente engrosadas, con un nervio (costa) longitudinal cerca de cada margen o angostamente aladas a lo largo de la sutura inferior, valvas rostradas, dehiscentes al torcerse en espiral, sésiles; semillas numerosas, transverso-oblongas, gruesas, hilo pequeño, linear.

## Taxonomía
El género fue descrito por (DC.) Benth. y publicado en Commentationes de Leguminosarum Generibus 53. 1837. La especie tipo es Clitoria brasiliana L.

## Especies seleccionadas
- Centrosema acutifolium
- Centrosema angustifolium
- Centrosema arenarium
- Centrosema arenicola
- Centrosema bellum
- Centrosema bifidum
- Centrosema biflorum
- Centrosema brasilianum (L.) Benth.
- Centrosema dasyanthum Benth.
- Centrosema macranthum Hoehne
- Centrosema macrocarpum
- Centrosema plumerii (Turp. ex Pres.) Benth.
- Centrosema pubescens Benth.
- Centrosema sagittatum (Willd.) Brad.
- Centrosema vexillatum Benth.
- Centrosema virginianum